# Astrocaryum faranae
Astrocaryum faranae là loài thực vật có hoa thuộc họ Arecaceae. Loài này được F.Kahn & E.Ferreira mô tả khoa học đầu tiên năm 1995.